# Corazones al límite
Corazones al límite es una telenovela juvenil mexicana producida por Roberto Hernández Vázquez para Televisa, que se transmitió en el año 2004. 
Protagonizada por Erika Buenfil, Arturo Peniche, Sara Maldonado y Aarón Díaz, con las participaciones antagónicas de Sherlyn, Arleth Terán, Jorge de Silva, Marco Muñoz y Susy-Lu Peña; además contó con la participación estelar de la primera actriz Beatriz Aguirre.

## Sinopsis
Diana y Braulio se aman. Dos adolescentes que exploran la vida y el amor con la tímida intensidad de sus 17 años. Braulio, guapo, inteligente y atlético, capitanea el equipo de canotaje de la preparatoria "Nova Atenas", una escuela innovadora que promueve los valores y el esfuerzo en los jóvenes. Diana es la pareja ideal de Braulio, igualmente positiva, estudiosa y emprendedora. Ambos son líderes natos y, junto con sus compañeros de clase, viven la aventura de cada nuevo día con entusiasmo, curiosidad y optimismo.
Día con día nos adentraremos en la fascinante historia de este grupo de jóvenes, cada uno de ellos con sus problemas y alegrías; los peligros que acechan a la juventud: alcoholismo, drogadicción, malas decisiones; sus increíbles y divertidas aventuras dentro y fuera de la escuela; la explosión de adrenalina de los deportes extremos, el enérgico ritmo de su música; los conflictos, la ternura y el drama de su vida en familia.
Como la vida de Braulio, que perdió a sus padres a los 12 años y vive con sus tíos y su primo Esteban, un hombre ambicioso que lo odia y, a base de mentiras y trampas, intentará apoderarse de su herencia y suplantarlo en el corazón de Diana, pero solo para quedarse con la empresa millonaria de su padre.
Doménico, el padre de Diana, es un hombre frío y rígido que la rechaza por ser mujer y exige que le demuestre que es capaz de lograr la excelencia académica sin su dinero ni su apoyo. Diana, valiente y decidida, acepta el reto; se va a vivir con la hermana de su madre, su tía Pilar, y trabaja para mantenerse y pagar sus estudios.
Pilar es una mujer independiente y generosa que la quiere como a una hija y la apoya incondicionalmente, pues quiere evitar que Diana sufra el mismo destino que ella, haber perdido al único amor de su vida, Álvaro, por culpa de los prejuicios sociales de su padre.
Álvaro es ahora el dueño y director de la preparatoria. La vida le ofrecerá una nueva oportunidad de ser feliz al reencontrarse con Pilar, pero su amor se verá amenazado por su socia Emma, quien desea casarse con él y se enfurece al verlos juntos, recurriendo a las peores intrigas para separarlos.
También el amor de Diana y Braulio se encuentra en peligro por los celos de María de la Concepción "Cony", una chica arrogante y envidiosa que sueña con ser novia de Braulio y se alía con Emma para lograr su capricho. Pero en medio de una tormenta de mentiras y chantaje, Braulio y Diana contarán con el apoyo y el cariño de sus amigos, chicos sanos, vibrantes y llenos de esperanza, unidos por los firmes lazos de una amistad que ya es para siempre.

## Elenco

### Estelar
- Erika Buenfil - Pilar de la Reguera
- Arturo Peniche - Álvaro Riverol
- Sara Maldonado - Diana Antillón de la Reguera
- Aarón Díaz - Braulio Valladares Stone
- Sherlyn - María Teresa Purísima De La Concepción "Connie" Pérez Ávila
- Arleth Terán - Emma Martínez
- Jorge de Silva - Esteban Molina Valladares
- Marco Muñoz - Doménico Antillón
- Susy-Lu Peña - Nancy Expósito
- Beatriz Aguirre - Victoria vda. de Antillón
- Maricarmen Vela - Mercedes
- Raymundo Capetillo - Daniel Molina
- Aarón Hernán - Arthur Stone
- Manuel Saval - Osvaldo Madrigal
- Marcela Páez - Gabriela Tovar
- Beatriz Moreno - Francisca "Paquita" Ávila
- René Casados - Dante Lacalfari
- Kendra Santacruz - Daniela
- Queta Lavat - Gudelia
- Fernando Carrera - Dr. Ernesto Torres
- Óscar Traven - Sebastián Moret
- Uberto Bondoni - Rolando
- Germán Gutiérrez - Zack Cisneros
- Susan Vohn - Deborah "Debby" Castro
- Miguel Ángel Biaggio - Samuel Cisneros Castro
- Ximena Herrera - Malkah
- Manuela Imaz - Isadora Moret Rivadeneira
- Álex Sirvent - Eduardo Arellano Gómez
- Mariana Sánchez - Artemisa Madrigal Tovar
- Daniel Berlanga - Damián
- Daniel Habif - Alberto
- Rodrigo Tejeda - Joaquín
- Lina Durán - Florencia de Moret
- Rubén Morales - Adrián Romo
- Maritza Olivares - Amalia Valladares
- Pedro Romo - Alfonso "Poncho" Pérez
- Ramón Valdez Urtiz - Jesús "Chucho" Pérez Ávila
- Juan David Galindo - Héctor Landeros
- Lucero Lander - Julieta
- Ricardo Margaleff - Antonio
- Christina Pastor - Olga
- María Marcela - Sofía Rivadeneira
- Francisco Avendaño - Ulises Gómez
- Nicky Mondellini - Lourdes "Lulú" Gómez
- Haydeé Navarra - Bianca de la Torre/Luisa Ordoñez
- Rafael del Villar - Profesor Muñoz

### Participaciones
- Belinda - Elena "Elenita" Arellano Gómez
- Mariagna Prats - Irene de la Reguera
- Angelique Boyer - Anette Elizalde
- Jacqueline Voltaire - Sra. Kullman
- Javier Herranz - Padre Anselmo
- Blanca Sánchez - Martha
- Isadora González - Bárbara Magallanes
- Georgina Pedret - Dulce María
- Jaime Lozano - Profesor de matemáticas
- Luis Fernando Ceballos - César Longoria
- Luis Fonsi - Roy de la Garza
- Karla Barahona - Lilia Cervantes
- Bibelot Mansur - Patty
- Gabriela Rivero - Sonia
- Archie Lafranco - Paul
- Genoveva Pérez - Doña Cuquita
- Raúl Magaña - Profesor Mitocondria
- Ferny Graciano - Catherine
- Teo Tapia
- Yolanda Ciani
- Isabel Martínez "La Tarabilla" - Madre verdadera de Olga
- Arsenio Campos - Toni Balardi
- Carlos Pérez - Moisés de Moret "Mostacho"

## Banda sonora
- Corazones al límite (banda sonora)

## Premios y nominaciones

### Premios TVyNovelas 2005
| Categoría          | Nominada | Resultado |
| ------------------ | -------- | --------- |
| Mejor tema musical | Belinda  | Nominada  |